# Alexander Wisselinck
Alexander Wisselinck (* 11. November 1813 in Elbing; † 19. Juli 1882 in Fürstenwalde/Spree) war ein preußischer Rittergutsbesitzer und Reichstagsabgeordneter.

## Leben
Alexander Wisselinck besuchte das Gymnasium in Elbing. Er war der Besitzer des Guts Taschau im Kreis Schwetz in Westpreußen, Vorsitzender des Landwirtschaftlichen Vereins in Schwetz sowie Kreisdeputierter. 1867 war er Abgeordneter im Konstituierenden Reichstag des Norddeutschen Bundes für den Wahlkreis Marienwerder 5 (Schwetz). Er gehörte der Nationalliberalen Partei an.